# Théorème de Cauchy (groupes)
Pour les articles homonymes, voir Théorème de Cauchy.
En mathématiques, spécifiquement en théorie des groupes,  le théorème de Cauchy, nommé en l'honneur du mathématicien Augustin Louis Cauchy, qui l'a découvert en 1845, est un théorème affirmant que si {\displaystyle G} est un groupe fini dont l'ordre est divisé par un nombre premier p, alors {\displaystyle G} contient un élément d'ordre {\displaystyle p}. C'est-à-dire qu'il existe un élément {\displaystyle x} dans {\displaystyle G} tel que {\displaystyle p} est le plus petit entier positif satisfaisant  {\displaystyle x^{p}=e}, où {\displaystyle e} désigne l'élément neutre du groupe ; formellement : {\displaystyle \exists x\in G,\ p=\min(\{n\in \mathbb {N} \setminus \{0\}|x^{n}=e\})}.
Ce théorème forme partiellement une réciproque du théorème de Lagrange sur les groupes, qui affirme que l'ordre de tout élément d'un groupe fini divise forcément l'ordre du groupe, mais pour un diviseur donné de l'ordre du groupe, il n'y a pas nécessairement un élément du groupe ayant ce diviseur pour ordre, le théorème de Cauchy implique alors l'existence d'un tel élément quand le diviseur donné est premier.

## Proposition et preuve
Théorème de Cauchy — Soit {\displaystyle G} un groupe fini d'ordre {\displaystyle n}, et {\displaystyle p} un nombre premier qui divise {\displaystyle n}. 
Alors il existe (au moins) un élément de {\displaystyle G} d'ordre {\displaystyle p}
La démonstration de McKay est détaillée sur Wikiversité.